# 6191 Eades
6191 Eades (1989 WN1) là một tiểu hành tinh vành đai chính được phát hiện ngày 22 tháng 11 năm 1989 bởi Manning, B. G. W. ở Stakenbridge.